# 22138 Лаянрічардс
22138 Лаянрічардс (22138 Laynrichards) — астероїд головного поясу, відкритий 1 листопада 2000 року.
Тіссеранів параметр щодо Юпітера — 3,180.